# Juraj Košút
Juraj Košút (maďarsky Kossuth György; nar. 2. květen 1776, Košúty, Rakousko – 31. července 1849 Košúty, Rakousko) byl uherský zeman a zemědělec. Byl příbuzným Lajose Kossutha.
Juraj Košút zaváděl nové výnosnější technologie a postupy hospodaření na svých majetcích, politicky se angažoval ve slovenském národním hnutí. Byl výrazným odpůrcem maďarizace. Roku 1842 stál v čele turčanských zemanů, kteří podporovali Ľudovíta Štúra. Košút organizoval podpisovou akci žádající vydávání slovenských novin i sbírku na podporu slovenských studentů, kteří roce 1844 na protest proti sesazení Ľudovíta Štúra z profesury odešli z Bratislavy do Levoče. Dále Košút také podporoval spolek Tatrín. Psal si s Janem Kollárem, Gašparem Fejérpataky-Belopotockým i Ľudovítem Štúrem.
Oslavné básně mu v roce 1843 věnovali Janko Kráľ (Vysokourodzenému pánovi pánu Ďurkovi Košuthovi od Janka Kráľa) a Janko Matúška (Vysoceurozenému Pánu Pánu Jurkovi Košuthovi na Nový rok).